# Адріатично-Іонічний нафтогазоносний басейн
Адріатично-Іонічний нафтогазоносний басейн — займає акваторію однойменних морів, східне узбережжя Італії та західні прибережні частини території колишньої Югославії і Албанії. Площа 339 тис. км². Перше нафтове родовище відкрите 1889 року в Італії. В італійській частині басейну виявлено близько 130 газових і 15 нафтових родовищ, в албанській — до 10 газових і 10 нафтових. 
Найбільше родовище Малосса (Італія), початкові промислові запаси 40 млн т нафти і 50 млрд м³ газу. Промислові запаси нафти 48 млн т, газу 170 млрд м³. 
Адріатично-Іонічний нафтогазоносний басейн приурочений до міжгірської западини між альпійськими складчастими спорудами Апеннін, Альп, Динарід і Елленід. Максимальна потужність осадового чохла в південній частині акваторій Адріатичного моря — 10 км. Нафтогазоносними є териґенні відклади пліоцену та міоцену і карбонатні відклади верх. крейди та тріасу на глибині 250-6250 м. Поклади пов’язані з антиклінальними складками і лінзовидними прошарками пісковиків, що виклинюються. Густина нафти 755-940 кг/м³.  Гази, як правило, сухі. 
В італійській частині басейну видобуток і переробка нафти сконцентровані поблизу рр. Мілан і Равенна. 